# あかこんバス
あかこんバスは、滋賀県近江八幡市で運行しているコミュニティバス。運行は近江タクシー（近江鉄道グループ）が受託している。

## 概要
近江八幡市内を運行するコミュニティバスの愛称であり、同市内の各地を結ぶ路線が設定されている。2010年（平成22年）3月に安土町と市町村合併をした後は、旧安土町へ乗り入れる路線が新設された。

## 歴史

### 年表
- 2008年（平成20年）
  - 4月：旧近江八幡市のコミュニティバスとして、3路線（「島・大中町」「馬淵・新巻町」「武佐・末広」の各路線）で実証運行を開始[1]。
  - 4月30日：近江八幡市地域公共交通活性化協議会が設置される[2]。
  - 8月29日：同協議会で連携計画が策定される[2]。
- 2009年（平成21年）
  - 4月1日：実証運行路線を10路線に拡大する。
  - 7月：「武佐・末広町コース」・「北里・佐波江町・新畑コース」・「桐原・篠原コース」の各路線で土曜・日曜・祝日の運行実験を実施（同年10月まで）[3]。
- 2010年（平成22年）
  - 3月21日：安土町と合併し、近江八幡市（第2次）が発足。
  - 3月31日：実証運行が終了。後に旧安土町へ乗り入れる路線を追加し、本格運行を開始する。
- 2011年（平成23年）11月15日：ロッテからワゴン車1台が寄贈される[注 1][5]。
- 2020年（令和2年）4月1日：定期券（後述）の取り扱いを開始。
- 2024年（令和6年）4月6日：土曜日運行開始。

### 愛称の由来
近江八幡市の名産品、赤こんにゃくを由来とした同市の広報キャラクター、「赤コン君」から。同キャラクターは当コミュニティバスの路線図や車体に描かれている。

## 運賃制度
運賃
- 大人200円、小人（小学生）100円。

※全区間共通。幼児および乳児は無料、障がい者は半額（※手帳等の呈示が必要）。
回数券
- 2,000円（200円券 11枚と100円券 1枚）
- 1,000円（100円券 11枚と50円券 1枚）

※65歳以上の高齢者専用回数券（2,000円。購入時は年齢確認ができるものを提示）も販売している。
いずれも、バス車内・近江八幡市役所 交通政策課・安土町総合支所 安土未来づくり課で販売。
定期券
- 大人4,000円
- 高齢者3,000円（※65歳以上）
- 障がい者2,000円

※定期券は1か月単位（当該月の初日から末日までの運行日のみ有効）での販売となる。
近江八幡市役所 交通政策課で販売（販売期間：利用月の前月20日から（※運休日となる場合は、次の運行日から）末日まで）。
1日乗車券
- 500円

※小人および障がい者も同額。
バス車内・近江八幡市役所 交通政策課・安土町総合支所 安土未来づくり課で販売。

## 路線

### 現行路線
あかこんバスでは運行路線のことを「コース」と呼び、ほぼ全路線で1日に5往復または6往復を運行する。なお、日曜・祝日と年末年始（12月29日から翌年1月3日）は各路線の全便が運休する。また、カッコで表記した停留所を経由しない便もあるが、解説は省略する。

#### 島・沖島町コース
■1番経路：長命寺線（近江鉄道バス）を補助する路線の1つ。長命寺の東側を回って堀切新港へ向かうが、市役所は経由しない。
- 近江八幡駅北口 - 中村上 - 保健センター - 総合医療センター - ひまわり館 - 市役所 - 出町 - 出町八商前 - 仲屋上筋（） - 鍜治屋町 - 学園前 - （きてか〜な - ）北ノ庄 - ラコリーナ近江八幡 - ヴォーリズ記念病院 - 円山 - 島小学校 - 大中 - 堀切

#### 馬淵・新巻町コース
■2番経路：八幡竜王線（近江鉄道バス）と同名の停留所を経由する路線。雪野山グラウンドの所在地、新巻町へ向かう。
- 近江八幡駅北口 - 中村上 - 市役所 - 保健センター - 総合医療センター - 新中小森 - 堀上 - 馬淵 - 六枚橋 - 長福寺 - 千僧供（） - 馬淵郵便局 - 馬淵小学校 - 新在家 - 倉橋部 - 雪野山グラウンド - 新巻

#### 武佐・末広町コース
■3番経路：旧近江八幡市の東端、西生来を経由して武佐と末広町の各地区へ向かうが、武佐駅は経由しない。
- 近江八幡駅北口 - 中村上 - 保健センター（ひまわり館） - 総合医療センター - ひまわり館（保健センター） - 市役所 - 鷹飼公園 - 西本郷町 - 金剛寺西 - 野田 - 西生来中 - 武佐小学校 - 友定町 - 武佐団地 - 末広西 - 東こどもセンター

#### 北里・佐波江町・新畑コース
■4番経路：江頭と野ヶ崎の各地区を経由し、佐波江町から野村町新畑に至る路線。なお、（当路線の終点付近となる）佐波江と新畑広場は日野川の最下流部に位置する。
- 近江八幡駅北口 - 中村上 - 市役所 - 保健センター - 総合医療センター - 西中学校 - 田中江 - 江頭東 - 江頭西 - 十王 - 北里小学校 - 小田 - 野村中 - 集落センター - 野ヶ崎南 - 野ヶ崎北 - 佐波江 - 新畑広場

#### 桐原・竹町・東川町コース
■5番経路：柳町経由で篠原駅へ向かった後、若宮と竹を経由し、東川町に至る路線。
- 近江八幡駅北口 - 中村上 - 市役所 - 保健センター - 総合医療センター - 柳町 - 古川町 - 緑町北 - 緑町中 - 虹の町 - 篠原駅北口 - 川原町 - 池田本町 - 若宮 - 若宮南 - 竹 - 東横関 - 東川 - 東川町

#### 桐原・篠原コース
■6番経路：篠原駅までの経路は「桐原・竹町・東川町コース」と似ているが、経由地は多少異なる。当路線も篠原駅を経由するが、こちらは「南口」も経由する。
- 近江八幡駅北口 - 中村上 - 市役所 - 保健センター - 総合医療センター - 赤尾 - 中小森 - 大森 - 森尻 - 池田本町公民館 - 東 - 健康ふれあい公園 - 篠原自治会館前 - 篠原駅南口 - 安養寺 - 篠原駅北口 - 篠原公園 - ポリテクカレッジ

#### 駅南・循環コース
■8番経路：近江八幡の市内中心部を循環する路線。近江八幡駅南口を経由するコミュニティバスは、この路線だけである。なお、この路線の北端は近江八幡市役所、南端は東海道新幹線の辺りである。
- 近江八幡駅北口 - 中村上 - 保健センター - 総合医療センター - ひまわり館 - 市役所前 - 鷹飼八幡神社 - 金剛寺西 - 若葉自治会館 - 東中学校 - 篠田神社 - 上田南 - 西上田 - 鷹飼南 - 近江八幡駅南口 - 日吉野東 - 日吉野幸橋 - 堀上 - 新中小森 - 総合医療センター - 保健センター - 中村上 - 近江八幡駅北口

※「→」方向が右回り（1日4便）、「←」方向が左回り（1日5便）

#### 島・岡山・王ノ浜コース
■9番経路：船木・長命寺・奥島の各停留所を経由して王ノ浜へ向かうが、大中まで延長運行する便が1往復だけ設定されている。なお、船木までは船木線（近江鉄道バス）の補助路線、長命寺までは長命寺線（近江鉄道バス）の補助路線を兼ねている。
- 近江八幡駅北口 - 中村上 - 保健センター - ひまわり館・保健センター - 総合医療センター - 八木 - エコ村 - 小船木西 - 本町 - 図書館 - 小姓谷 - 船木 - 山の手 - 南津田 - 運動公園 - 長命寺 - よし笛会館 - 奥島 - 島小学校 - 王ノ浜（ - 大中）

#### 北里・岡山・丸の内町コース
■10番経路：「桐原・竹町・東川町コース」と「桐原・篠原コース」の2路線も近江八幡駅と篠原駅間を結ぶ路線であるが、当路線は大房・木戸橋・神社前（賀茂神社）の各停留所を経由するため、北へ大きく迂回する。
- 近江八幡駅北口 - 中村上 - 市役所 - 保健センター - 総合医療センター - 益田 - 加茂東 - 岡山小学校 - 大房 - 元水茎 - 木戸橋 - 小西 - 神社前 - 加茂 - 田中江 - 江頭東 - 江頭公民館 - 江頭中 - 十王町公民館 - 丸の内 - 篠原公園 - 篠原駅北口

#### 安土北・金田コース
■11番経路：浅小井西までは実証運行時に「7番経路」（後述）として運行した路線をほぼ同じ区間を走行する。香庄集会所から旧安土町内を走行し、安土駅と活津彦根神社を経由して安土大中公民館へ向かう。
- 近江八幡駅北口 - 中村上 - 保健センター（ひまわり館） - 総合医療センター - ひまわり館（保健センター） - 市役所 - 黒橋北 - 黒橋公民館 - 黒橋 - 西庄西 - 西庄 - ヴォーリズ学園近江兄弟社小学校前 - 浅小井西 - 浅小井東 - 香庄集会所 - 常楽寺中央 - 安土駅北口 - 安土郵便局 - 下豊浦お旅所 - 東町ぼうや地蔵 - 安土の辻 - 活津彦根神社 - 永町公民館 - 江ノ島集会所・B&G海洋センター - 北原集会所 - 芦刈 - 安土大中公民館

#### 安土南・金田コース
■12番経路：金田町と加賀中央を経由して安土駅へ向かった後、瓢箪山古墳と桑実寺を経由して文芸の郷へ向かう。なお、杉森付近は「7番経路」（後述）として運行した区間を重複して走行した後、浄厳院から旧安土町を走行する。
- 近江八幡駅北口 - 中村上 - 保健センター（ひまわり館） - 総合医療センター - ひまわり館（保健センター） - 市役所 - 金田町 - 金剛寺 - 金田小学校 - 杉森 - 長田 - 浄厳院 - 沙沙貴神社 - 安土町総合支所 - 安土中学校 - 加賀南公園 - 加賀中央 - （安土郵便局 - ）加賀信号口 - 安土駅南広場 - 上十六中央口 - 衣笠台北集会所 - 瓢箪山古墳 - 桑実寺 - 宮津住宅 - 文芸の郷

#### 老蘇・金田コース
■13番経路：近江八幡駅から安土駅へ最短経路で結ぶ路線であり、安土駅からは石寺楽市会館と奥石神社と老蘇（）小学校を経由して内野蒲生野口へ向かう。なお、この路線は常楽寺中央から旧安土町を走行する。
- 近江八幡駅北口 - 中村上 - 保健センター（ひまわり館） - 総合医療センター - ひまわり館（保健センター） - 市役所 - 西庄大橋 - 長田大橋 - 常楽寺中央 - 安土駅北口 - 安土郵便局 - 安土町総合支所 - 上出東 - 石寺楽市会館 - 石寺東出 - 石寺栢尾 - 奥石神社 - 東老蘇 - 老蘇小学校 - 西老蘇中央 - 西老蘇 - 内野集荷場 - 内野蒲生野口

### 廃止路線
旧安土町への乗り入れを行う際に一部の経路が重複してしまうため、下記の路線は本格運行へ移行する前に廃止された。なお、「7番経路」は欠番となっている。

#### 金田・循環コース
■7番経路：実証運行中に運行していた路線。近江八幡駅から黒橋・浅小井・長田・金田を経由して近江八幡駅に戻る循環路線だった。
- 近江八幡駅北口 - 中村上 - 市役所 - 保健センター（ひまわり館） - 総合医療センター - ひまわり館（保健センター） - 市役所 - 黒橋公民館 - 黒橋 - 西庄西 - 西庄 - 西庄北 - 浅小井西 - 浅小井東 - 西庄倉庫 - 長田大町 - 長田 - 杉森 - 金田小学校 - 金田公民館 - 鷹飼公園 - 市役所 - 中村上 - 近江八幡駅北口

※「→」方向が右回り、「←」方向が左回り

## 車両

### 現在の車両
- トヨタ・ハイエース

※14人乗りワゴン車。実証運行開始時（2009年）に投入した12台を置き換えるため投入（※車両購入代金の一部は地元企業6社からの寄附で賄われた。なお、2011年にロッテから寄贈された1台はこの対象から外れた）。
- 日野・リエッセII

※19人乗りバス車。「島・沖島町コース」と「武佐・末広町コース」はこの車両で運行する（※検査時を除く）。
備考
- 側面の両側に広告を貼っているが、後部にも広告を貼ることもある（※ラッピング広告車など）。

### 過去の車両
- トヨタ・ハイエース

※12人乗りワゴン車。実証運行開始時（2009年）に12台を投入し、2011年にロッテから1台が寄贈された。なお、2009年に投入した12台は老朽化に伴い、引退した（前述）。
備考
- 2009年3月までは、近江鉄道バスから小型バス車を3台借りて実証運行を行っていた。